# Ostrów (województwo podlaskie)
Ostrów – kolonia w Polsce położona w województwie podlaskim, w powiecie białostockim, w gminie Suraż.
W latach 1975–1998 miejscowość administracyjnie należała do województwa białostockiego.